# Lorditomaeus infuscatus
Lorditomaeus infuscatus är en skalbaggsart som beskrevs av Schmidt 1908. Lorditomaeus infuscatus ingår i släktet Lorditomaeus och familjen Aphodiidae. Inga underarter finns listade i Catalogue of Life.